# 拉里區

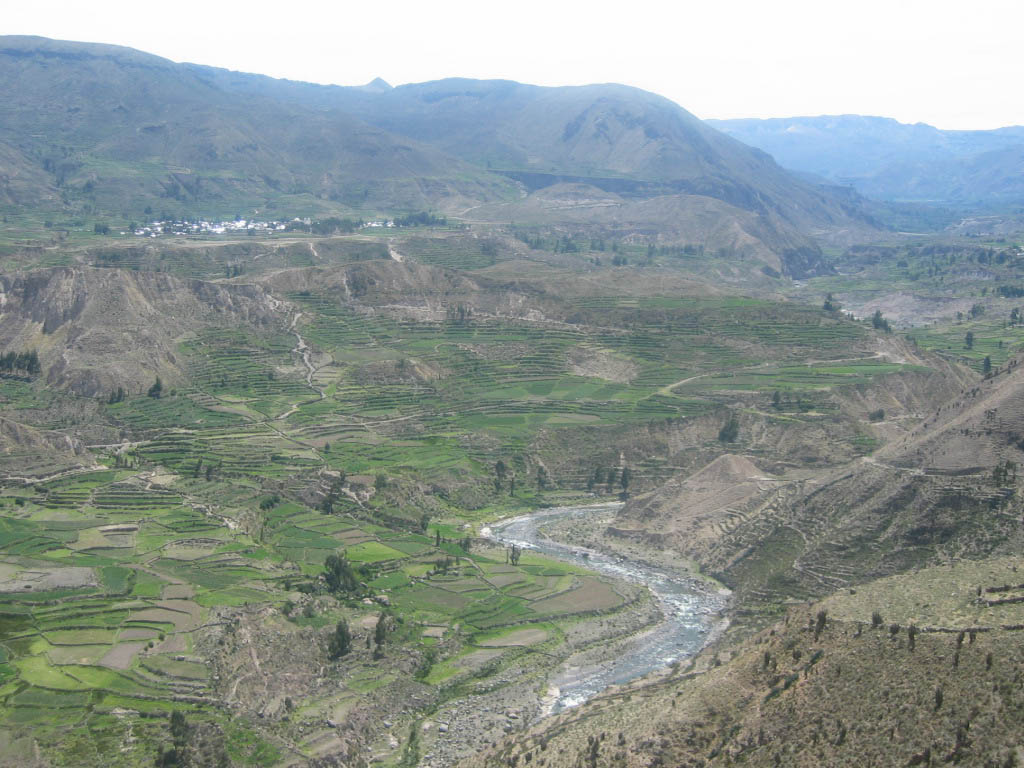

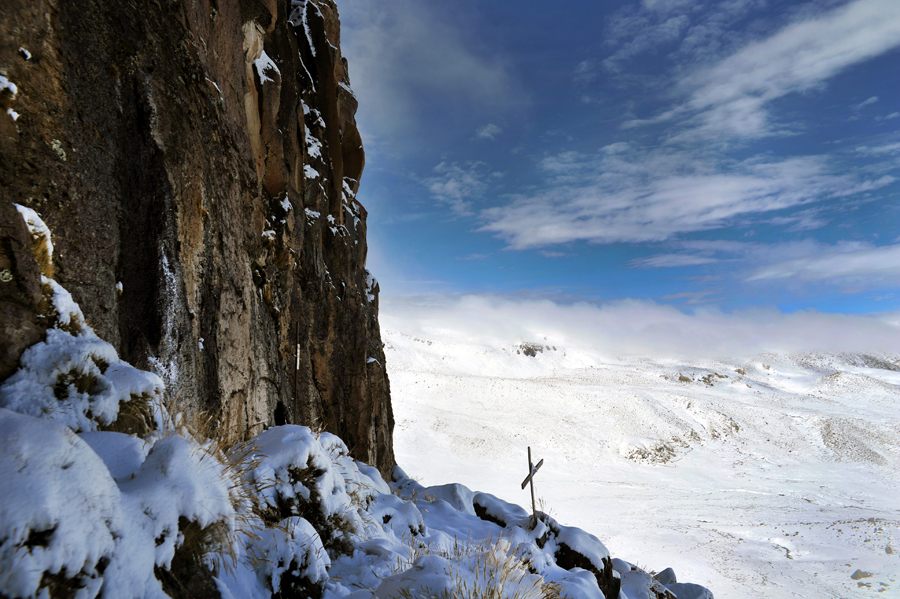

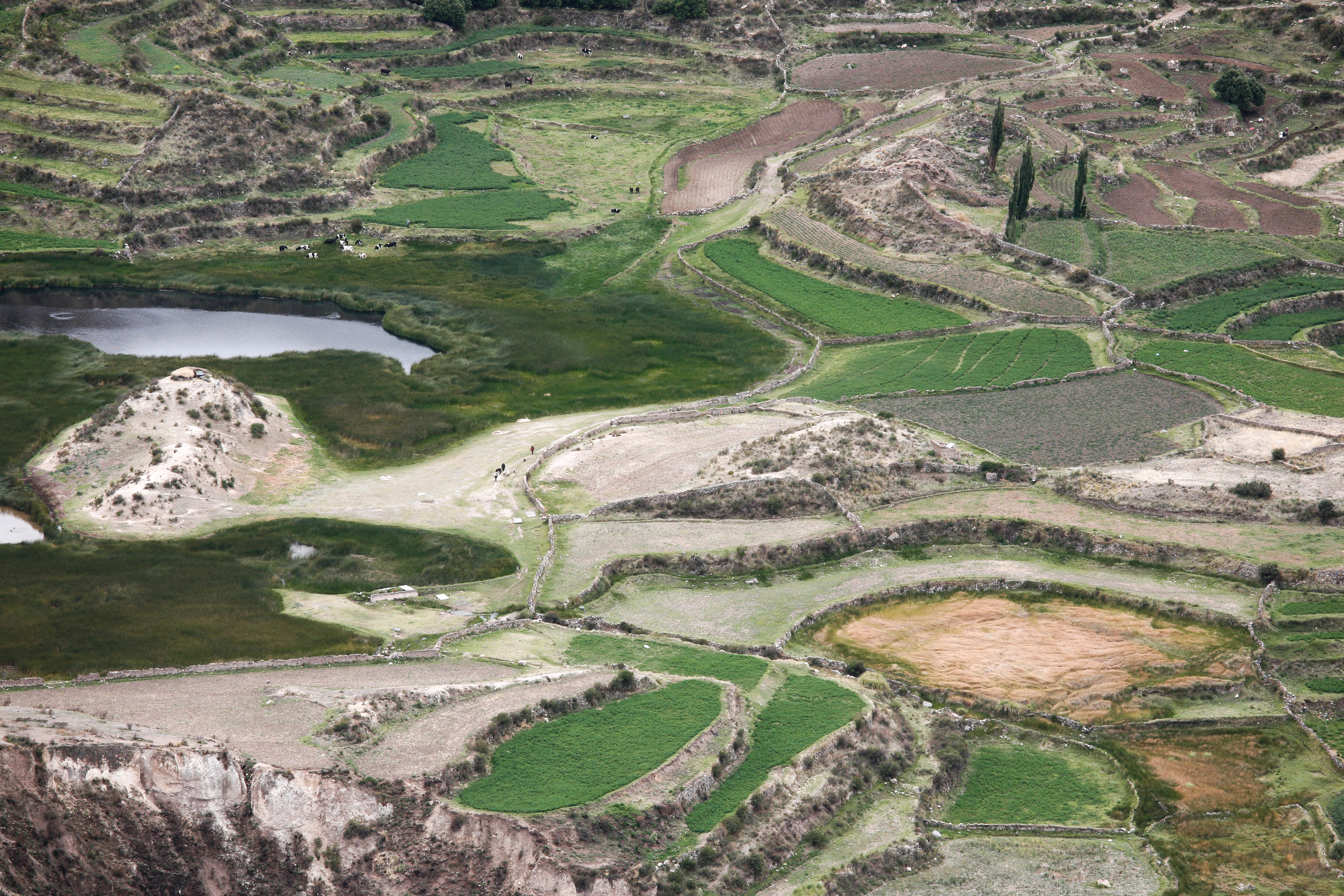
Fields at Colca River in the Lari District

拉里區（西班牙語：Distrito de Lari），是秘魯的一個區，位於該國南部阿雷基帕大區的卡伊尤馬省，面積384.02平方公里，海拔高度3,330米，2005年人口1,370，人口密度每平方公里3.6人。